# Parapercis sexfasciata
Parapercis sexfasciata és una espècie de peix de la família dels pingüipèdids i de l'ordre dels perciformes
És un peix marí, demersal i de clima tropical, el qual viu al Pacífic occidental a les àrees sublitorals de fons sorrencs i fangosos des del sud del Japó fins a Taiwan incloent-hi Corea del Nord, Corea del Sud, la Xina continental i Hong Kong.
Mesura 12 cm de llargària màxima i és inofensiu per als humans. El seu nivell tròfic és de 3,25.